# Abtei Flines
Die Zisterzienserinnenabtei Flines befand sich in der Gemeinde Flines-lez-Raches in der Nähe von Douai. Sie wurde um 1234 von Gräfin Margarete II. von Flandern gegründet und zum Begräbnisplatz für eine Reihe von flämischen Grafen aus dem Haus Dampierre.

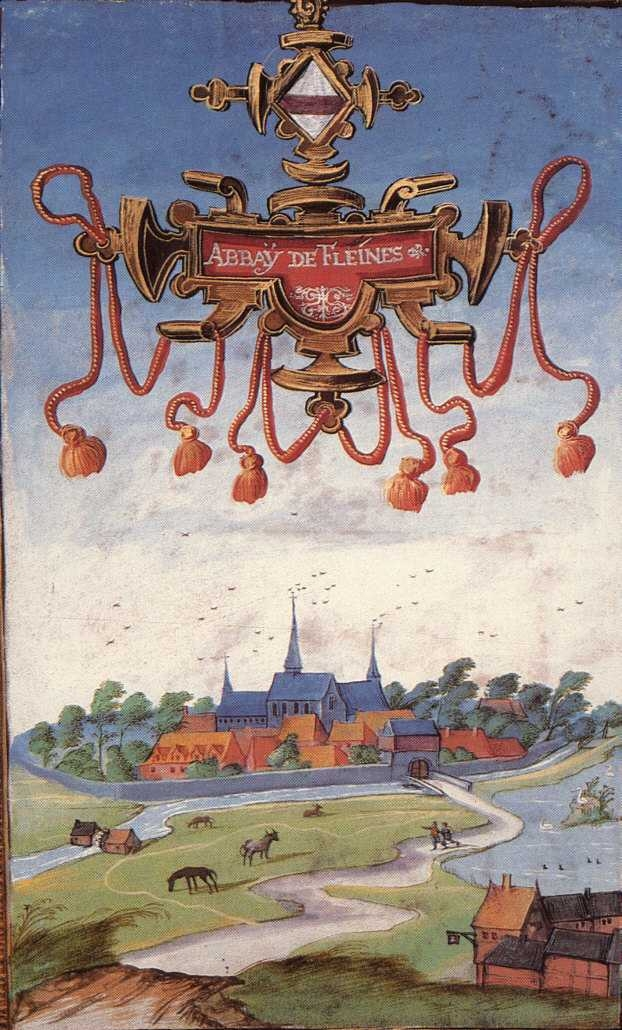
Die Abtei Flines auf dem Kartular des Herzogs von Croy (wohl von 1603), Ansicht von Süden

Zur Abtei gehörten Bauernhöfe in Faumont, Nomain, Coutiches, Cantin, Lambersart und Howardries (Belgien). Während der Revolution wurde die Abtei zerstört, die letzten Reste verschwanden Mitte des 19. Jahrhunderts.
In Flines bestattet wurden u. a.:
- Wilhelm II. von Dampierre (1257 transferiert)
- Margarete II. von Flandern (1278)
- Guido I. von Flandern (1304), Sohn von Wilhelm und Margarete
- Mathilde von Béthune (1263) und
- Isabella von Luxemburg (1298)